# Сайлер, Стив
Стив Сайлер (родился 20 декабря 1958) — американский журналист, кинокритик и обозреватель, бывший корреспондент UPI и обозреватель Taki’s Magazine.
Он пишет о расовых отношениях, гендерных вопросах, политике, иммиграции, IQ, генетике, фильмах и спорте. С 2014 года Сайлер прекратил публиковать свой личный блог на своем собственном веб-сайте и перевел его на Unz Review.
Сайлер известен статьями о генетике и иммиграции. Ему приписывают создание теории «биоразнообразия человека» в 1990-х годах, с последующим использованием термина среди альт-правых.

## Личная жизнь
Сайлер был приемным ребёнком; он вырос в Studio City, Лос-Анджелес. Он специализировался в области экономики, истории и управления в университете Райса (BA, 1980). Он получил степень MBA в UCLA в 1982 году с двойной специализацией: финансы и маркетинг. В 1982 году он переехал из Лос-Анджелеса в Чикаго, и до 1985 года занимался маркетинговыми тестами BehaviorScan в Information Resources, Inc. В 1996 году ему был поставлен диагноз неходжкинская лимфома, а в феврале 1997 года ему был прописан ритуксимаб. С тех пор он находился в ремиссии. Он стал журналистом на полную ставку в 2000 году и переехал из Чикаго в Калифорнию.

## Публицистская карьера
С 1994 по 1998 год Сайлер работал обозревателем в консервативном журнале National Review, в котором он с тех пор время от времени публиковался.
В августе 1999 г. он дебатировал со Стивом Левиттом на сайте Slate, ставя под сомнение гипотезу Левитта от 2005 года из книги Freakonomics, по которой узаконенный аборт в Америке уменьшил преступность.
Сайлер вместе с Чарльзом Мюрреем и Джоном Макгиннисом был описан как «эволюционный консерватор» в 1999 году в National Review.
Работы Сайлера часто появляются в журналах Taki’s Magazine и VDARE. Анализы Сайлера цитировались такими газетами, как The Washington Times, The New York Times, San Francisco Chronicle и лондонская Times. С 2000 по 2002 год Сайлер был национальным корреспондентом United Press International, освещавшим, в частности, спортивные, юридические и политические вопросы.
В статье Сайлера «Загадка брака с кузенами», опубликованной в январе 2003 года в American Conservative, утверждается что национальное строительство в Ираке, скорее всего, потерпит неудачу из-за высокой степени кровного родства среди иракцев из-за общей практики брака с кузенами. Эта статья была опубликована в The Best American Science and Nature Writing 2004.
В 2008 году Сайлер опубликовал свою единственную книгу «Американский принц-полукровка», анализ Барака Обамы, основанный на его мемуарах «Мечты моего отца».
Сайлер является основателем онлайнового дискуссионного форума под названием «Дискуссионная группа по биоразнообразию человека».
Опрос экспертов по исследованию интеллекта, проведенный в 2014 году, показал, что блог Сайлера считается наиболее точным журналистским источником информации об исследовании интеллекта.

## Влияние
Публицистика Сайлера была описана как предшественница «трампизма», повлиявшая на большую часть правых в 2000-е годы. Его влияние можно было обнаружить даже в кругах далеких от расовых теорий. Тайлер Ковен назвал Сайлера «самым значительным нео-реакционным мыслителем сегодня». После выборов 2016 года, Майкл Бароун приписал Сайлеру прокладывание в 2001 году избирательного пути, по которому Дональд Трамп успешно последовал.

## Мнения и критика
Сайлер часто писал о проблемах расы и интеллекта, утверждая, что некоторые расы рождаются с неотъемлемыми преимуществами по сравнению с другими, но что консервативная социально-экономическая политика может улучшить положение вещей для всех.
Сайлер цитирует исследования, в которых говорится, что в среднем у чернокожих и мексиканцев в Америке IQ ниже, чем у белых,, и что ашкеназские евреи и восточные азиаты обладают более высоким средним IQ чем все другие народы.. Он также считает, что «для некоторых целей, раса является очень полезной и разумной классификацией, например для учитывания того факта, что различные группы населения могут наследовать химические различия, которые влияют на то, как организм использует определённые фармацевтические продукты», для компенсаторной дискриминации, и для перераспределения избирательных округов.
В статье об урагане Катрина Сайлер сказал со ссылкой на лозунг Нового Орлеана «давайте разгуляемся», что «это особенно рискованное послание для афроамериканцев». Он утверждал что афроамериканцы, как правило, имеют более низкий уровень рассудительности чем члены более образованных групп, и, следовательно, нуждаются в более строгом моральном руководстве со стороны общества.

### «Стратегия Сайлера»
Термин «Стратегия Сайлера» использовался для предложения Сайлера о том, что кандидаты-республиканцы могут получить политическую поддержку на американских выборах, обратившись к белому рабочему классу с неортодоксальных националистических и популистских позиций. Чтобы сделать это, Сайлер предложил, чтобы республиканцы поддержали экономический протекционизм, политику идентичности, и выразили противодействие иммиграции. Цель этого состоит в том, чтобы увеличить долю голосов поданных за республиканцев белым большинством, соответственно уменьшив долю голосов среди меньшинств, полагая, что голоса меньшинств не могут быть выиграны в значительных количествах.
Стратегия была аналогична стратегии, использованной Дональдом Трампом на президентских выборах 2016 года, и была объявлена одной из причин, по которым Трамп смог заручиться поддержкой белых избирателей вне больших городов.